# Stazione di Morrea-Castronovo-Rendinara
Stazione di Morrea-Castronovo-Rendinara vasútállomás Olaszországban, San Vincenzo Valle Roveto településen.

## Vasútvonalak
Az állomást az alábbi vasútvonalak érintik:
- Avezzano–Roccasecca-vasútvonal

## Kapcsolódó állomások
A vasútállomáshoz az alábbi állomások vannak a legközelebb:
- Stazione di Civita d'Antino-Morino
- Stazione di San Vincenzo Valle Roveto